# 刘守仁 (羊与羊毛学专家)
刘守仁（1934年3月21日—2023年6月11日），男，江苏靖江人，中国羊与羊毛学专家，中国共产党党员，中国工程院院士，享受国务院政府特殊津贴。

## 生平
刘守仁出生于江苏靖江孤山镇，早年就读于靖江惜阴中学和吴县高中。其父是苏州市苏纶纺织厂总工程师，刘守仁是家中独子，有三个姐姐和三个妹妹。1951至1952年，在浙江大学畜牧系学习。1952年，浙江大学畜牧系并入南京农学院畜牧系，1955年毕业。毕业后在父亲的支持下报名支援新疆建设，长期在新疆生产建设兵团从事畜牧业工作，历任农八师151团紫泥泉种羊场技术员、场长、农八师总畜牧师。1960年，加入中国共产党。1988年，任新疆农垦科学院院长，1995年起，任名誉院长。1999年，当选为中国工程院院士，是新疆生产建设兵团第一位中国工程院院士。2000年1月，任石河子大学终身教授、博士生导师。长期从事绵羊育种和牧业工程科技研究，先后培育出“新疆军垦型细毛羊”和“中国美利奴羊”2个新品种及9个新品系；创立了“品种品系齐育并进法”、“三级繁育体系”等育种理论和方法。
1978年，荣获全国科学大会奖一等奖（军垦细毛羊培育）。1983年，荣获新疆兵团优秀科技工作者称号。1987年和1991年，两度荣获国家科学技术进步奖一等奖（中国美利奴羊新品种的育成、中国美利奴羊（新疆军垦型）繁育体系），2007年，荣获国家科学技术进步奖二等奖（绵羊育种新技术——中国美利奴肉用、超细毛、多胎肉用新品系的培育）。2005年，荣获新疆兵团科学技术奖 二等奖。2008年，荣获何梁何利基金科学与技术创新奖。2021年，荣获全国优秀共产党员称号。
是中共十二大、十三大代表，第九、第十届全国人大代表，全国劳动模范，中国畜牧兽医学会养殖分会名誉会长，新疆维吾尔自治区科学技术协会名誉主席。

## 著作
- 本书编写组. . 科学出版社. 1975.
- 李正春; 刘守仁; 缪礼维. . 新疆人民出版社. 1990. ISBN 978-7-228-01488-0. OCLC 26056019.
- 刘守仁; 吕维斌. . 新疆科技卫生出版社. 1996. ISBN 978-7-5372-1131-4. OCLC 300167105.